# Ernesto Aurini
Pour les articles homonymes, voir Aurini.
Ernesto Aurini (Teramo,3 mai 1873 – Chieti, 18 décembre 1947) est un peintre, photographe, dessinateur et caricaturiste italien.

## Biographie
Ernesto Aurini est une personnalité importante du monde des artistes des Abruzzes.
Ernesto Aurini est le frère de l'archéologue et critique d'art Guglielmo Aurini.

### Le photographe
Comme photographe, Aurini a illustré les ouvrages de Francesco Savini. Il a réalisé des reportages sur l'architecture médiévale de Teramo.

## Collections
- Bibliothèque provinciale Melchiorre Dèlfico, Teramo
- Musée national des Abruzzes.

## Référence
- (it) Cet article est partiellement ou en totalité issu de l’article de Wikipédia en italien intitulé « Ernesto Aurini » (voir la liste des auteurs).